# Plantago densiflora
Plantago densiflora là một loài thực vật có hoa trong họ Mã đề. Loài này được J.Z. Liu miêu tả khoa học đầu tiên năm 1989.